# 苏宁 (解放军)
苏宁（1953年12月—1991年4月29日），山西省孝义县（今孝义市）人，中国人民解放军中校、烈士。牺牲前是沈阳军区第23集团军步兵第69师炮兵团（代号先后为81164部队与65435部队）参谋长。部队驻地哈尔滨市动力区。

## 事迹
1953年12月生于南京市第23军部队驻地。1969年2月27日刚满15岁2个多月时入伍。1971年3月加入中国共产党。历任陆军第69师炮兵团战士、副班长、班长。1976年提干，任排长、炮兵团指挥连连长、作训股长。1984年9月入读位于长沙市的总政治部干部文化学校，用9个月完成初中、高中文化补习。随即转入宣化炮兵学院学习。1986年军校毕业回到部队后历任班长、排长、连长、作训参谋、作训股长、营长、炮兵团参谋长等职，中校军衔。先后受嘉奖5次，提前晋级1次，立三等功1次。
1991年4月21日，在带队组织当年入伍新兵手榴弹实弹投掷中，第12连连长修柏岩做示范投弹时由于挥臂过猛，弹体碰撞到U型堑壕的后沿，手榴弹落在不到一米外的监护员李印权（第13连连长）脚下。苏宁从U型堑壕右后侧经过直角拐弯冲过去，俯身抓起手榴弹，还未来得及把手榴弹扔出堑壕就在苏宁手中爆炸了（军用制式木柄手榴弹拉火后延时3.5秒引爆）。两名连长得救了，而苏宁头部、脸部、胸部、腿部射进无数弹片、双手被炸断，送到第69师医院抢救，医生诊断脑组织大面积坏死。经多方抢救无效，于1991年4月29日18时08分牺牲，年仅37岁。苏宁的骨灰安放于哈尔滨烈士陵园。

## 影响
1993年，苏宁事迹由长春电影制片厂拍摄了电影故事片《炮兵少校》。周里京主演片中男主角。
1993年8月4日新华社播发消息，公布江泽民、刘华清、张震三位中央军委领导同志对苏宁的题词。江泽民的题词是“以苏宁同志为榜样，献身国防现代化事业”。
1993年12月19日，中央军委主席江泽民签发命令，授予苏宁“献身国防现代化的模范干部”荣誉称号。江泽民同志还签署意见，在中国人民解放军连以上单位悬挂张思德、董存瑞、黄继光、邱少云、雷锋、苏宁等6位英雄的肖像。
1996年，经中央军委批准，将其画像制作印发全军，在连以上单位悬挂、张贴。
2009年，苏宁入选100位新中国成立以来感动中国人物。

## 家世
苏宁的父亲蘇醒，原名任克良，出生于山西孝义一个贫民家庭。1937年2月参加“山西牺牲救国同盟会”，参加革命后为了不牵连父母而改名蘇醒。1939年在八路军第120师任敌工科长，第二次国共内战时期随西北野战军第三纵队参加过延安战役、兰州战役、祁连山剿匪等战斗。1949年后，参加抗美援朝调入第23军历任团政委、中国人民志愿军第69师政治部主任、第69师副政委。1964年转业地方，历任黑河地委副书记、黑龙江省轻工业厅副厅长。2004年12月病逝。
苏宁的母亲冯静轩。其伯父是抗战名将冯治安。冯静轩于1949年初参加了西北野战军。1969年苏宁入伍是冯静轩找原第69师的政委，时任第23军副政委的傅奎清安排的。
苏宁的妻子武庆华。1981年结婚。岳父武守端，1921年2月生，山东鄄城人。1940年4月参加八路军，1941年12月加入中国共产党。历任战士、班长、排长、连文化干事兼党支部书记、连指导员、营教导员、团政委、师政委。1971年3月任黑龙江省军区政治部主任。1976年10月任黑龙江省军区副政委。1981年8月任黑龙江省军区顾问。岳母孙爱琴。
苏宁姐弟4人：兄苏峰、弟任刚、妹任虹。
苏宁的儿子原名任韧。1983年出生。1998年，苏任韧参军入伍到第69师炮兵团。2007年军校研究生毕业后，又回到该炮兵团。历任排长、副连长、作训股参谋、连指导员等职务，现为正连职干事。

### 引用
1. 1 2  《中国国防报》2001年05月18日第3版：“苏宁原来不姓苏”[永久]
2. 1 2 3  《感动中国人物志》解说词：苏宁--沿着父辈的足迹
3. ↑  .   [2013-02-24]. （原始内容存档于2016-03-07）.
4. ↑  黑龙江新闻网：“党在我心中”——苏宁事迹 [永久]